# Тамина
Сарона Реихър (р. 10 януари 1978 г.) е кечистка, която има договор с WWE, където е известна с името Тамина Снука. Дъщеря е на Джими Снука и по-малката сестра на бившия кечист от WWE Дюс
Интро песни
- Tropical Storm By Jim Johnston (19 януари 2012-момента)

### Завършващи движения
- Superfly Splash
- Samoan Drop
- Savate Kick

### Титли и постижения
- Ohio Word Wrestling
  - Шампионка при жените на OWW (1 път)
  - Жена на годината (2010)
- Pro Wrestling Illustrated
  - PWI Female 50 я класира на No. 19 от топ 50 жените кечистки през 2012
- Wrestling Observer Newsletter
  - Най-лошата Вражда на годината (2015) – Отбор Пи Си Би срещу Отбор Лоши срещу Отбор Бела
  - Най-лошия Мач на годината (2013)